# Discografia dei Beatles
La discografia dei Beatles, gruppo musicale britannico in attività dal 1960 al 1970, si basa sulle edizioni inglesi degli album i quali, in altri Paesi, spesso venivano modificati e pubblicati con titoli diversi, specialmente negli Stati Uniti d'America; i primi quattro album furono pubblicati in mono, e fino al 2009 anche i CD da essi ricavati sono monofonici. Tutti i dischi fino a Magical Mystery Tour uscirono su etichetta Parlophone. Dal White Album del 1968 in poi uscirono su etichetta Apple, di proprietà degli stessi Beatles, distribuita dalla EMI.
Alcune canzoni sono uscite inizialmente solo su singolo ma successivamente la EMI le ha rese disponibili su alcune raccolte. La discografia inglese degli LP del gruppo, insieme alle raccolte 1962-1966 (noto come The Red Album), 1967-1970 (noto come The Blue Album), Past Masters, Volume One e Past Masters, Volume Two, comprendono tutte le canzoni pubblicate dai Beatles.
Il 9 settembre 2009 l'intero catalogo del gruppo è stato riproposto in versione CD in seguito a un processo di rimasterizzazione digitale durato quattro anni; le edizioni stereo di tutti gli undici album originali della discografia inglese insieme a Magical Mystery Tour (doppio EP in origine) e il doppio CD dei Past Masters sono stati riproposti sia individualmente sia in cofanetto. Una seconda raccolta comprende tutte le tracce mono.

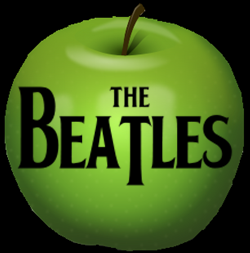
Logo della Apple Records

## Album in studio
- 1963 - Please Please Me
- 1963 - With the Beatles
- 1964 - A Hard Day's Night
- 1964 - Beatles for Sale
- 1965 - Help!
- 1965 - Rubber Soul
- 1966 - Revolver
- 1967 - Sgt. Pepper's Lonely Hearts Club Band
- 1967 - Magical Mistery Tour
- 1968 - The Beatles (noto anche come The White Album)
- 1969 - Yellow Submarine (colonna sonora)[3]
- 1969 - Abbey Road
- 1970 - Let It Be

## Singoli
Nel 1961 venne pubblicato in Germania il primo singolo nel quale compare il gruppo, My Bonnie/The Saints, dalla Polydor, il quale è un disco di Tony Sheridan accompagnato dai Beatles indicati però come "The Beat Brothers". I singoli successivi originariamente pubblicati furono monofonici fino a Get Back; The Ballad of John & Yoko fu il primo singolo in versione stereo. Tutti i singoli fino a Lady Madonna uscirono su etichetta Parlophone e, da Hey Jude in poi uscirono su etichetta Apple Records, di proprietà degli stessi Beatles, distribuita dalla EMI.
- 1962 - Love Me Do/P.S. I Love You
- 1963 - Please Please Me/Ask Me Why
- 1963 - From Me to You/Thank You Girl
- 1963 - She Loves You/I'll Get You
- 1963 - I Want to Hold Your Hand/This Boy
- 1964 - Cry for a Shadow/Why (registrato nel 1960 con Tony Sheridan)
- 1964 - Can't Buy Me Love/You Can't Do That
- 1964 - A Hard Day's Night/Things We Said Today
- 1964 - I Feel Fine/She's a Woman
- 1965 - Ticket to Ride/Yes It Is
- 1965 - Help!/I'm Down
- 1965 - We Can Work It Out/Day Tripper
- 1966 - Paperback Writer/Rain
- 1966 - Yellow Submarine/Eleanor Rigby
- 1967 - Strawberry Fields Forever/Penny Lane
- 1967 - All You Need Is Love/Baby You're a Rich Man
- 1967 - Hello, Goodbye/I Am the Walrus
- 1968 - Lady Madonna/The Inner Light
- 1968 - Hey Jude/Revolution
- 1969 - Get Back/Don't Let Me Down
- 1969 - The Ballad of John and Yoko/Old Brown Shoe
- 1969 - Something/Come Together
- 1970 - Let It Be/You Know My Name (Look Up the Number)
- 1976 - Yesterday/I Should Have Known Better
- 1976 - Back in the U.S.S.R./Twist and Shout
- 1978 - Sgt. Pepper's Lonely Hearts Club Band
- 1982 - The Beatles' Movie Medley
- 1995 - Free as a Bird/Christmas Time Is Here Again
- 1996 - Real Love/Baby's in Black
- 2023 - Now and Then/Love Me Do

## EP
Gli EP pubblicati nel Regno Unito contenevano brani già pubblicati come singoli o su album eccetto Long Tall Sally e il doppio EP Magical Mystery Tour. L'EP Baby It's You (1995) contiene versioni live di brani registrati alla BBC e solamente la title track era già stata pubblicata; Free as a Bird (1995) e Real Love (1996) hanno alcuni brani inediti che in seguito verranno pubblicati nella collana Anthology.

### EP con materiale inedito
- 1964 - Long Tall Sally
- 1994 - Baby It's You

### EP con brani già editi
- 1963 - Twist and Shout
- 1963 - The Beatles' Hits
- 1963 - The Beatles (No. 1)
- 1964 - All My Loving
- 1964 - Extracts from the Film "A Hard Day's Night"
- 1964 - Extracts from the Album "A Hard Day's Night"
- 1965 - Beatles for Sale
- 1965 - Beatles for Sale No. 2
- 1965 - The Beatles' Million Sellers
- 1966 - Yesterday
- 1966 - Nowhere Man

## Compilation
- 1966 - A Collection of Beatles Oldies (But Goldies!)
- 1973 - 1962-1966 (noto come The Red Album)
- 1973 - 1967-1970 (noto come The Blue Album)
- 1976 - Rock 'n' Roll Music - raccolta di pezzi rock
- 1977 - Only The Beatles...
- 1977 - Love Songs - raccolta di canzoni d'amore
- 1979 - Hey Jude[4]
- 1980 - Rarities[5]
- 1980 - The Beatles' Ballads - raccolta di ballate
- 1982 - Reel Music - raccolta di canzoni comparse nei film dei Beatles
- 1982 - 20 Greatest Hits
- 1988 - Past Masters[6]
- 2000 - 1
- 2012 - Tomorrow Never Knows - raccolta di brani rock
- 2015 - 1+

### Periodo pre Beatles
Molte delle tracce presenti in queste raccolte provengono dall'album My Bonnie.
- 1964 - The Beatles with Tony Sheridan & Guest
- 1964 - Ain't She Sweet
- 1967 - The Beatles' First (pubblicato prima in Germania nel 1964)
- 1970 - In the Beginning (circa 1960)
- 1984 - The Early Tapes of the Beatles
- 2001 - Beatles Bop - Hamburg Days
- 2013 - I Saw Her Standing There

### Inediti e remix di album e canzoni
- 1995 - Anthology 1 (contiene inediti, interviste e versioni alternative di canzoni già note)
- 1996 - Anthology 2 (contiene inediti e versioni alternative di canzoni già note)
- 1996 - Anthology 3 (contiene inediti e versioni alternative di canzoni già note)
- 1999 - Yellow Submarine Songtrack (riedizione della colonna sonora dell'omonimo film)
- 2003 - Let It Be... Naked (riedizione dell'omonimo album del 1970)
- 2006 - Love (missaggi alternativi di canzoni dei Beatles creati appositamente per uno spettacolo del Cirque du Soleil)

## Album dal vivo
- 1977 - Live! at the Star-Club in Hamburg, Germany; 1962 (Un concerto ad Amburgo, inizialmente un bootleg, con l'acquisizione dei diritti da parte dei Beatles, è diventato un album ufficiale. Contiene 27 canzoni registrate mediante un magnetofono da Kingsize Taylor, cantante dei Dominoes di Liverpool che si esibivano negli stessi giorni ad Amburgo. I nastri furono acquistati da un ex manager dei Beatles, Allan Williams, dopo lo scioglimento del gruppo e pubblicati dalla RCA. La qualità del disco è quindi pari a un bootleg.)
- 1977 - The Beatles at the Hollywood Bowl (è stato registrato in tre concerti differenti dei Beatles all'Hollywood Bowl, e pubblicato per contrastare l'uscita del live ad Amburgo[senza fonte]).
- 1994 - Live at the BBC (69 brani registrati dal vivo per vari show della BBC. Unico documento ufficiale dal vivo, escludendo i brani di Let It Be - Un giorno con i Beatles; contiene alcune canzoni scritte ed eseguite solo qui, prima di essere cedute ad altri artisti.)
- 2013 - On Air - Live at the BBC Volume 2 (contiene interviste oltre, canzoni note e una decina di cover mai pubblicate su un album della EMI.)

## Bootleg
- The Beatles at the Shea Stadium - 1965: Il 15 agosto 1965 i Beatles si esibirono a New York davanti a 55.600 spettatori. L'evento fu ripreso in un documentario televisivo di 48 minuti. Esistono due bootleg con questo titolo, uno quali però contiene invece sei brani registrati in un'altra occasione all'Hollywood Bowl.[senza fonte]

## Discografia in altri Paesi
In vari paesi, soprattutto negli Stati Uniti, vennero pubblicati album di inediti e raccolte con significative differenze dalla discografia originale britannica del gruppo.

### Stati Uniti d'America
Negli Stati Uniti d'America gli album vennero pubblicati con scalette e titoli differenti fino a Revolver; vennero anche pubblicate delle compilation non pubblicate nel Regno Unito. Queste differenze sono dovute al fatto che, fino a oltre la metà degli anni sessanta, il mercato statunitense prevedeva album composti da dieci o dodici tracce e la Capitol Records, licenziataria per il mercato USA dei Beatles, si adeguava a questo escludendo alcune fra le quattordici tracce che generalmente formavano un LP britannico e realizzando poi con le tracce scartate dei nuovi album. Questo ha determinato fino alla pubblicazione di Revolver (1966) la non corrispondenza fra la discografia americana e quella britannica; inoltre L'EP inglese Magical Mystery Tour uscì negli Stati Uniti d'America come long playing aggiungendo brani già pubblicati su singolo nel Regno Unito (tale versione è alla base dell'edizione su compact disc). Anche la discografia dei 45 giri è molto differente da quella originale britannica.

#### Album in studio
Quella che segue è la discografia dei long playing dei Beatles pubblicata in USA che presenta differenze rispetto a quella inglese. Da Revolver in poi la discografia degli LP di materiale inedito coincide con quella inglese e pertanto qui non viene indicata. Gli album contrassegnati con ± sono quelli che non sono mai stati pubblicati come CD.
- 1963 - Introducing... The Beatles (tracce estratte dall'album Please Please Me)
- 1964 - Meet the Beatles! (tracce estratte da Please Please Me, With The Beatles e dai singoli del periodo)
- 1964 - The Beatles' Second Album (tracce estratte da With The Beatles e dai singoli appena usciti)
- 1964 - A Hard Day's Night (tracce estratte dall'omonimo film, comprendenti anche dei brani strumentali di George Martin)
- 1964 - Something New (±, tracce da A Hard Day's Night e da Long Tall Sally)
- 1965 - Beatles '65 (tracce da Beatles for Sale e dall'ultimo singolo pubblicato)
- 1965 - Beatles VI (tracce estratte da Beatles for Sale, Help!, dagli ultimi singoli e due brani pubblicati solamente per il mercato americano: Bad Boy e Dizzy Miss Lizzy, ambedue di Larry Williams)
- 1965 - Help! (Original Motion Picture Soundtrack) (la versione statunitense è l'ottavo album in studio pubblicato negli USA e include i brani del film omonimo più una selezione dalle composizioni di Ken Thorne eseguite dalla George Martin Orchestra, che contiene una delle prime apparizioni del sitar in un album rock-pop[senza fonte]; Ticket to Ride è l'unica canzone pubblicata negli USA in stereo duofonico (conosciuto anche come falso stereo).
- 1965 - Rubber Soul (tracce estratte da Help! e da Rubber Soul)
- 1966 - Yesterday and Today (tracce estratte da Rubber Soul, Revolver e dagli ultimi singoli)
- 1966 - Revolver (tracce estratte da Revolver)
- 1967 - Magical Mystery Tour (canzoni presenti nell'omonimo film e singoli del 1967)

#### Raccolte
- 1964 - The Beatles with Tony Sheridan and Guests[8] (±, tracce estratte dall'album My Bonnie di Tony Sheridan e canzoni di altri gruppi)[9]
- 1964 - Jolly What! The Beatles & Frank Ifield on Stage[10] (±, tracce estratte dai singoli Please Please Me/Ask Me Why e da From Me to You/Thank You Girl e altre otto canzoni di Frank Ifield)
- 1964 - The Beatles Vs the Four Seasons[11] (doppio LP, ±, il primo disco è l'album Something New, il secondo un album dei Four Seasons)[12]
- 1964 - Ain't She Sweet (±, tracce da My Bonnie e otto tracce degli Swallows)
- 1964 - The Beatles' Story
- 1965 - The Early Beatles (±, tracce estratte da Please Please Me)
- 1966 - The Amazing Beatles & Other Great English Group Sounds (stessi brani di Ain't She Sweet)
- 1966 - This Is Where It Started (riedizione di The Beatles with Tony Sheridan and Guests)[9]
- 1970 - From Then To You (versione statunitense di The Beatles' Christmas Album)
- 1982 - The Complete Silver Beatles (±, 12 tracce del provino alla Decca Records)[13]
- 1982 - Silver Beatles - Volume 1 (±, tracce del provino alla Decca)[14]
- 1982 - Silver Beatles - Volume 2 (±, tracce del provino alla Decca)[15]
- 2012 - Tomorrow Never Knows
- 2013 - I Saw Her Standing There

#### Live
- 2013 - On Air - Live at the BBC Volume 2  (tracce eseguite live alla BBC)

#### Singoli
- 1962 - My Bonnie/The Saints (di "Tony Sheridan and The Beat Borthers")
- 1963 - Please Please Me/Ask Me Why
- 1963 - From Me to You/Thank You Girl
- 1963 - She Loves You/I'll Get You
- 1964 - I Want to Hold Your Hand/I Saw Her Standing There
- 1964 - Please Please Me/From Me to You
- 1964 - Twist and Shout/There's a Place
- 1964 - Can't Buy Me Love/You Can't Do That
- 1964 - Do You Want to Know a Secret/Thank You Girl
- 1964 - Cry for a Shadow/Why (registrato nel 1960 con Tony Sheridan)
- 1964 - Love Me Do/P.S. I Love You
- 1964 - Sie Liebt Dich/I'll Get You
- 1964 - Sweet Georgia Brown/If You Love Me Baby (come "The Beatles with Tony Sheridan")
- 1964 - Ain't She Sweet/Nobody's Child (con Tony Sheridan - registrato nel 1960)
- 1964 - A Hard Day's Night/I Should Have Known Better
- 1964 - I'll Cry Instead/I'm Happy Just to Dance with You
- 1964 - And I Love Her/If I Fell
- 1964 - Matchbox/Slow Down
- 1964 - I Feel Fine/She's a Woman
- 1965 - Eight Days a Week/I Don't Want to Spoil the Party
- 1965 - Ticket to Ride/Yes It Is
- 1965 - Help!/I'm Down
- 1965 - Yesterday/Act Naturally[16]
- 1965 - We Can Work It Out/Day Tripper
- 1966 - Nowhere Man/What Goes On
- 1966 - Paperback Writer/Rain
- 1966 - Yellow Submarine/Eleanor Rigby
- 1967 - Strawberry Fields Forever/Penny Lane
- 1967 - All You Need Is Love/Baby You're a Rich Man
- 1967 - Hello, Goodbye/I Am the Walrus
- 1968 - Lady Madonna/The Inner Light
- 1968 - Hey Jude/Revolution
- 1969 - Get Back/Don't Let Me Down
- 1969 - The Ballad of John and Yoko/Old Brown Shoe
- 1969 - Something/Come Together
- 1970 - Let It Be/You Know My Name (Look Up the Number)
- 1970 - The Long and Winding Road/For You Blue
- 1971 - All My Loving/This Boy
- 1976 - Got to Get You into My Life/Helter Skelter
- 1976 - Ob-La-Di, Ob-La-Da/Julia
- 1978 - Sgt. Pepper's Lonely Hearts Club Band
- 1982 - The Beatles' Movie Medley
- 1995 - Free as a Bird/Christmas Time Is Here Again
- 1996 - Real Love/Baby's in Black (lato B live)
- 2023 - Now and Then/Love Me Do

#### EP
- 1964 - Souvenirs of Their Visit to America
- 1964 - Four by The Beatles
- 1965 - 4 by The Beatles
- 1994 - Baby It's You
- 1995 - Free as a Bird
- 1995 - Real Love

### Argentina
Album
- 1965 - Los Beatles, Odeon: raccolta di singoli ed ep[17]
- 1971 - Por Siempre Beatles

Singoli
- 1963 - From Me to You/Thank You Girl
- 1963 - She Loves You/I'll Get You
- 1963 - I Want to Hold Your Hand/This Boy
- 1964 - Can't Buy Me Love/You Can't Do That
- 1964 - I Feel Fine/She's a Woman
- 1965 - Ticket to Ride/Yes It Is
- 1965 - Help!/I'm Down
- 1966 - We Can Work It Out/Day Tripper
- 1966 - Paperback Writer/Rain
- 1966 - Yellow Submarine/Eleanor Rigby
- 1967 - Strawberry Fields Forever/Penny Lane
- 1967 - All You Need Is Love/Baby You're a Rich Man
- 1967 - Hello, Goodbye/I Am the Walrus
- 1968 - Lady Madonna/The Inner Light
- 1968 - Hey Jude/Revolution
- 1969 - Get Back/Don't Let Me Down
- 1969 - The Ballad of John and Yoko/Old Brown Shoe
- 1970 - Something/Come Together
- 1970 - Let It Be/You Know My Name (Look Up the Number)
- 1982 - The Beatles' Movie Medley

### Australia
Album
- 1966 -  Greatest Hits Volume 1 (Parlophone, PMCO 7533 mono/PCSO 7533 stereo; singoli, estratti dai primi tre album, Long Tall Sally[18])
- 1967 -  Greatest Hits Volume 2 (Parlophone, PCSO 7534; singoli, estratti dai primi cinque album[19])
- 1972 -  The Essential Beatles (Apple, AUTVSS8S1[20])
- 1983 -  The Number Ones (Parlophone, AU1024S1A[21])

Singoli
- 1963 - Please Please Me/Ask Me Why
- 1963 - From Me to You/Thank You Girl
- 1963 - She Loves You/I'll Get You
- 1963 - I Want to Hold Your Hand/This Boy
- 1964 - Can't Buy Me Love/You Can't Do That
- 1964 - A Hard Day's Night/Things We Said Today
- 1964 - I Feel Fine/She's a Woman
- 1965 - Ticket to Ride/Yes It Is
- 1965 - Help!/I'm Down
- 1965 - We Can Work It Out/Day Tripper
- 1966 - Paperback Writer/Rain
- 1966 - Yellow Submarine/Eleanor Rigby
- 1967 - Strawberry Fields Forever/Penny Lane
- 1967 - All You Need Is Love/Baby You're a Rich Man
- 1967 - Hello, Goodbye/I Am the Walrus
- 1968 - Lady Madonna/The Inner Light
- 1968 - Hey Jude/Revolution
- 1969 - Get Back/Don't Let Me Down
- 1969 - The Ballad of John and Yoko/Old Brown Shoe
- 1969 - Something/Come Together
- 1970 - Let It Be/You Know My Name (Look Up the Number)
- 1976 - Yesterday/I Should Have Known Better
- 1986 - Back in the U.S.S.R./Twist and Shout
- 1982 - Sgt. Pepper's Lonely Hearts Club Band
- 1982 - The Beatles' Movie Medley
- 1995 - Free as a Bird/Christmas Time Is Here Again
- 1996 - Real Love/Baby's in Black

EP
- 1964 -  Requests, (Parlophone, GEPO 70013)
- 1964 - More Requests!, (Parlophone, GEPO 70014)
- 1964 - Further Requests (Parlophone, GEPO 70015)
- 1964 - With The Beatles (Parlophone, GEPO 8924)[senza fonte]
- 1967 -  Help! (Parlophone, GEPO 70015)
- 1968 -  Norwegian Wood (Parlophone, GEPO 70015)
- 1968 - Penny Lane (Parlophone, GEPO 70015)
- 1983 - Love Me Do (Parlophone – ED.48)

### Austria
Singoli
- 1964 - Can't Buy Me Love/You Can't Do That
- 1964 - A Hard Day's Night/Things We Said Today
- 1965 - Ticket to Ride/Yes It Is
- 1967 - All You Need Is Love/Baby You're a Rich Man

### Barbados
Singoli
- 1968 - Hey Jude/Revolution
- 1969 - Get Back/Don't Let Me Down
- 1969 - The Ballad of John and Yoko/Old Brown Shoe
- 1969 - Something/Come Together
- 1970 - Let It Be/You Know My Name (Look Up the Number)

### Belgio
Singoli
- 1964 - Can't Buy Me Love/You Can't Do That
- 1964 - A Hard Day's Night/Things We Said Today
- 1964 - I Feel Fine/She's a Woman
- 1965 - Ticket to Ride/Yes It Is
- 1965 - Help!/I'm Down
- 1965 - We Can Work It Out/Day Tripper
- 1966 - Yellow Submarine/Eleanor Rigby
- 1967 - All You Need Is Love/Baby You're a Rich Man
- 1967 - Hello, Goodbye/I Am the Walrus
- 1968 - Lady Madonna/The Inner Light
- 1969 - Get Back/Don't Let Me Down
- 1978 - Sgt. Pepper's Lonely Hearts Club Band

### Bolivia
Singoli
- 1963 - I Want to Hold Your Hand/This Boy
- 1965 - Ticket to Ride/Yes It Is
- 1965 - Help!/I'm Down
- 1965 - We Can Work It Out/Day Tripper
- 1966 - Paperback Writer/Rain
- 1967 - Hello, Goodbye/I Am the Walrus
- 1968 - Hey Jude/Revolution
- 1969 - Get Back/Don't Let Me Down
- 1978 - Sgt. Pepper's Lonely Hearts Club Band
- 1982 - The Beatles' Movie Medley

### Brasile[22]
Album
- 1964: Beatlemania (Odeon, MOFB-274; singoli, estratti da With the Beatles e I Saw Her Standing There)
- 1964: The Beatles Again (Odeon, MOFB-287; singoli, estratti da Please Please Me, All My Loving, Can't Buy Me Love)
- 1964: Mùsicas Do Filme Os Reis Do Iè (Odeon, MOFB-299; soprattutto estratti da A Hard Day's Night)
- 1965: Trilha Sonora Do Filme "Socorro" (Odeon, MOFB 333; estratti da Help!, da Please Please Me e vari singoli)

Singoli
- 1974 - Can't Buy Me Love/You Can't Do That
- 1974 - I Feel Fine/She's a Woman
- 1974 - Help!/I'm Down
- 1966 - We Can Work It Out/Day Tripper
- 1966 - Paperback Writer/Rain
- 1966 - Yellow Submarine/Eleanor Rigby
- 1967 - Strawberry Fields Forever/Penny Lane
- 1967 - All You Need Is Love/Baby You're a Rich Man
- 1967 - Hello, Goodbye/I Am the Walrus
- 1968 - Lady Madonna/The Inner Light
- 1968 - Hey Jude/Revolution
- 1969 - Get Back/Don't Let Me Down
- 1969 - The Ballad of John and Yoko/Old Brown Shoe
- 1969 - Something/Come Together
- 1970 - Let It Be/You Know My Name (Look Up the Number)
- 1976 - Back in the U.S.S.R./Twist and Shout
- 1978 - Sgt. Pepper's Lonely Hearts Club Band
- 1982 - The Beatles' Movie Medley

### Canada
Album
- 1963 - Beatlemania! (Capitol, With the Beatles)
- 1964 - Twist and Shout (Capitol, estratti da Please Please Me e singoli)
- 1964 - The Beatles' Long Tall Sally (Capitol, singoli ed estratti dal secondo album dei Beatles, oltre all'omonima canzone)
- 1969 - Very Together

Singoli
- 1963 - Love Me Do/P.S. I Love You
- 1963 - Please Please Me/Ask Me Why
- 1963 - From Me to You/Thank You Girl
- 1963 - She Loves You/I'll Get You
- 1964 - Do You Want to Know a Secret/Thank You Girl
- 1964 - I Want to Hold Your Hand/I Saw Her Standing There
- 1964 - Can't Buy Me Love/You Can't Do That
- 1964 - A Hard Day's Night/Things We Said Today
- 1964 - I Feel Fine/She's a Woman
- 1964 - And I Love Her/If I Fell
- 1964 - Roll Over Beethoven/Please Mister Postman
- 1964 - All My Loving/This Boy
- 1965 - Ticket to Ride/Yes It Is
- 1965 - Help!/I'm Down
- 1965 - We Can Work It Out/Day Tripper
- 1966 - Paperback Writer/Rain
- 1966 - Yellow Submarine/Eleanor Rigby
- 1967 - Strawberry Fields Forever/Penny Lane
- 1967 - All You Need Is Love/Baby You're a Rich Man
- 1967 - Hello, Goodbye/I Am the Walrus
- 1968 - Lady Madonna/The Inner Light
- 1968 - Hey Jude/Revolution
- 1969 - Get Back/Don't Let Me Down
- 1969 - The Ballad of John and Yoko/Old Brown Shoe
- 1969 - Something/Come Together
- 1970 - Let It Be/You Know My Name (Look Up the Number)
- 1978 - Sgt. Pepper's Lonely Hearts Club Band
- 1982 - The Beatles' Movie Medley

### Cecoslovacchia
Singoli
- 1976 - Yesterday/I Should Have Known Better

### Cile
Singoli
- 1963 - Por Favor... Complaceme/Perguntame Por Que
- 1963 - From Me to You/Thank You Girl
- 1964 - She Loves You/I'll Get You
- 1964 - I Want to Hold Your Hand/This Boy
- 1964 - And I Love Her/If I Fell
- 1965 - I Feel Fine/She's a Woman
- 1965 - Ticket to Ride/Yes It Is
- 1965 - Help!/I'm Down
- 1966 - We Can Work It Out/Day Tripper
- 1966 - Paperback Writer/Rain
- 1966 - Yellow Submarine/Eleanor Rigby
- 1967 - Strawberry Fields Forever/Penny Lane
- 1967 - All You Need Is Love/Baby You're a Rich Man
- 1968 - Hello, Goodbye/I Am the Walrus
- 1968 - Lady Madonna/The Inner Light
- 1968 - Hey Jude/Revolution
- 1969 - Get Back/Don't Let Me Down
- 1969 - The Ballad of John and Yoko/Old Brown Shoe
- 1969 - Something/Come Together
- 1970 - Let It Be/You Know My Name (Look Up the Number)
- 1976 - Back in the U.S.S.R./Twist and Shout

### Colombia
Singoli
- 1982 - The Beatles' Movie Medley

### Congo
Singoli
- 1965 - Help!/I'm Down
- 1966 - Yellow Submarine/Eleanor Rigby
- 1967 - Strawberry Fields Forever/Penny Lane

### Costa Rica
Singoli
- 1964 - A Hard Day's Night/Things We Said Today
- 1964 - I Feel Fine/She's a Woman
- 1965 - Ticket to Ride/Yes It Is

### Danimarca
Singoli
- 1963 - Please Please Me/Ask Me Why
- 1963 - From Me to You/Thank You Girl
- 1963 - She Loves You/I'll Get You
- 1963 - I Want to Hold Your Hand/This Boy
- 1964 - Can't Buy Me Love/You Can't Do That
- 1964 - A Hard Day's Night/Things We Said Today
- 1964 - Roll Over Beethoven/Please Mister Postman
- 1965 - I Feel Fine/She's a Woman
- 1965 - Ticket to Ride/Yes It Is
- 1965 - Help!/I'm Down
- 1965 - We Can Work It Out/Day Tripper
- 1965 - Yesterday/Act Naturally
- 1966 - Michelle/Girl
- 1966 - Paperback Writer/Rain
- 1966 - Yellow Submarine/Eleanor Rigby
- 1967 - Strawberry Fields Forever/Penny Lane
- 1967 - All You Need Is Love/Baby You're a Rich Man
- 1967 - Hello, Goodbye/I Am the Walrus
- 1968 - Lady Madonna/The Inner Light
- 1968 - Hey Jude/Revolution
- 1969 - Get Back/Don't Let Me Down
- 1969 - The Ballad of John and Yoko/Old Brown Shoe
- 1969 - Something/Come Together
- 1970 - Let It Be/You Know My Name (Look Up the Number)

EP
- 1965 - Beatles Forever
- 1967 - Bad Boy

### Ecuador
Singoli
- 1964 - She Loves You/I'll Get You
- 1964 - I Want to Hold Your Hand/This Boy
- 1965 - Help!/I'm Down
- 1967 - Strawberry Fields Forever/Penny Lane
- 1968 - Lady Madonna/The Inner Light
- 1968 - Hey Jude/Revolution
- 1969 - Get Back/Don't Let Me Down
- 1969 - The Ballad of John and Yoko/Old Brown Shoe
- 1969 - Something/Come Together
- 1970 - Let It Be/You Know My Name (Look Up the Number)
- 1978 - Sgt. Pepper's Lonely Hearts Club Band
- 1982 - The Beatles' Movie Medley

### Egitto
Singoli
- 1970 - Let It Be/You Know My Name (Look Up the Number)

### Europa
Singoli
- 1995 - Free as a Bird/Christmas Time Is Here Again
- 1996 - Real Love/Baby's in Black

### Filippine
Singoli
- 1963 - From Me to You/Thank You Girl
- 1963 - She Loves You/I'll Get You
- 1963 - I Want to Hold Your Hand/This Boy
- 1964 - Can't Buy Me Love/You Can't Do That
- 1964 - A Hard Day's Night/Things We Said Today
- 1964 - I Feel Fine/She's a Woman
- 1965 - Ticket to Ride/Yes It Is
- 1965 - Help!/I'm Down
- 1965 - We Can Work It Out/Day Tripper
- 1966 - Paperback Writer/Rain
- 1966 - Yellow Submarine/Eleanor Rigby
- 1967 - Strawberry Fields Forever/Penny Lane
- 1967 - Hello, Goodbye/I Am the Walrus
- 1968 - Lady Madonna/The Inner Light
- 1968 - Hey Jude/Revolution
- 1969 - Get Back/Don't Let Me Down
- 1969 - The Ballad of John and Yoko/Old Brown Shoe
- 1969 - Something/Come Together
- 1970 - Let It Be/You Know My Name (Look Up the Number)
- 1978 - Sgt. Pepper's Lonely Hearts Club Band
- 1982 - The Beatles' Movie Medley

### Finlandia
Singoli
- 1962 - Love Me Do/P.S. I Love You
- 1963 - From Me to You/Thank You Girl
- 1963 - She Loves You/I'll Get You
- 1963 - I Want to Hold Your Hand/This Boy
- 1964 - Can't Buy Me Love/You Can't Do That
- 1964 - A Hard Day's Night/Things We Said Today
- 1964 - I Feel Fine/She's a Woman
- 1964 - Roll Over Beethoven/Please Mister Postman
- 1965 - Ticket to Ride/Yes It Is
- 1965 - Help!/I'm Down
- 1965 - We Can Work It Out/Day Tripper
- 1966 - Paperback Writer/Rain
- 1966 - Yellow Submarine/Eleanor Rigby
- 1967 - Strawberry Fields Forever/Penny Lane
- 1967 - All You Need Is Love/Baby You're a Rich Man
- 1967 - Hello, Goodbye/I Am the Walrus
- 1968 - Lady Madonna/The Inner Light
- 1968 - Hey Jude/Revolution
- 1969 - Get Back/Don't Let Me Down
- 1969 - The Ballad of John and Yoko/Old Brown Shoe
- 1970 - Let It Be/You Know My Name (Look Up the Number)

### Francia
Album
- 1964 - 4 Garcons dans le vent. Chansons du film (Tratto dal film A Hard Day's Night.)
- 1965 - Les Beatles Dans Leurs 14 Plus Grands Succès (raccolta)

Singoli
- She Loves You/I'll Get You
- Can't Buy Me Love/You Can't Do That
- A Hard Day's Night/Things We Said Today
- 1964 - P.S. I Love You/I Want to Hold Your Hand
- 1964 - I Feel Fine/She's a Woman
- 1973 - Ticket to Ride/Yes It Is
- 1973 - Twist and Shout/Misery
- 1973 - From Me to You/Devil in Her Heart
- 1973 - Please Please Me/From Me to You
- 1973 - Thank You Girl/All My Loving
- 1973 - And I Love Her/If I Fell
- 1965 - Help!/I'm Down
- 1965 - We Can Work It Out/Day Tripper
- 1966 - Paperback Writer/Rain
- 1966 - Yellow Submarine/Eleanor Rigby
- 1967 - Strawberry Fields Forever/Penny Lane
- 1967 - All You Need Is Love/Baby You're a Rich Man
- 1967 - Hello, Goodbye/I Am the Walrus
- 1968 - Lady Madonna/The Inner Light
- 1968 - Hey Jude/Revolution
- 1969 - Get Back/Don't Let Me Down
- 1969 - The Ballad of John and Yoko/Old Brown Shoe
- 1969 - Something/Come Together
- 1970 - Let It Be/You Know My Name (Look Up the Number)
- 1982 - The Beatles' Movie Medley

### Germania
Album
- 1964 - The Beatles Beat (estratti dai primi due album e singoli)
- 1964 - The Beatles' First (pubblicato in UK nel 1967)
- 1965 - The Beatles's Greatest (raccolta che comprende canzoni da Please Please Me a Beatles for Sale)
- 1968 - The World's Best (raccolta di canzoni messe dal 1963 al 1966)
- 2001 - Beatles Bop - Hamburg Days

Singoli
- 1963 - From Me to You/Thank You Girl
- 1963 - She Loves You/I'll Get You
- 1964 - Can't Buy Me Love/You Can't Do That
- 1971 - I Want to Hold Your Hand/This Boy
- 1964 - A Hard Day's Night/Things We Said Today
- 1965 - I Feel Fine/She's a Woman
- 1965 - Ticket to Ride/Yes It Is
- 1965 - Help!/I'm Down
- 1965 - We Can Work It Out/Day Tripper
- 1966 - Paperback Writer/Rain
- 1966 - Yellow Submarine/Eleanor Rigby
- 1967 - Strawberry Fields Forever/Penny Lane
- 1967 - All You Need Is Love/Baby You're a Rich Man
- 1967 - Hello, Goodbye/I Am the Walrus
- 1968 - Lady Madonna/The Inner Light
- 1968 - Hey Jude/Revolution
- 1969 - Get Back/Don't Let Me Down
- 1969 - The Ballad of John and Yoko/Old Brown Shoe
- 1969 - Something/Come Together
- 1970 - Let It Be/You Know My Name (Look Up the Number)
- 1976 - Yesterday/I Should Have Known Better
- 1976 - Back in the U.S.S.R./Twist and Shout
- 1982 - The Beatles' Movie Medley

EP
- 1965 - Beatles Forever

### Ghana
- 1969 - Get Back/Don't Let Me Down

### Giamaica
Singoli
- 1965 - We Can Work It Out/Day Tripper
- 1966 - Paperback Writer/Rain
- 1967 - All You Need Is Love/Baby You're a Rich Man
- 1967 - Hello, Goodbye/I Am the Walrus
- 1968 - Lady Madonna/The Inner Light
- 1968 - Hey Jude/Revolution
- 1970 - Let It Be/You Know My Name (Look Up the Number)

### Giappone
Album in studio
- 1964 - Meet The Beatles! (canzoni provenienti da Please Please Me e da With The Beatles)
- 1964 - The Beatles's Second Album (canzoni dagli stessi album del precedente più Can't Buy Me Love)
- 1965 - Beatles No. 5 (singoli ed estratti dall'EP Long Tall Sally)

Singoli
- 5 marzo 1964 - Please Please Me/Ask Me Why
- 1964 - Do You Want to Know a Secret/Thank You Girl
- From Me to You/Thank You Girl
- 1964 - She Loves You/I'll Get You
- 1964 - I Want to Hold Your Hand/This Boy
- 1964 - Can't Buy Me Love/You Can't Do That
- 1964 - A Hard Day's Night/Things We Said Today
- 1964 - And I Love Her/If I Fell
- 1965 - I Feel Fine/She's a Woman
- 1965 - Ticket to Ride/Yes It Is
- 1965 - Help!/I'm Down
- 1966 - We Can Work It Out/Day Tripper
- 1966 - Paperback Writer/Rain
- 1966 - Yellow Submarine/Eleanor Rigby
- 1967 - Strawberry Fields Forever/Penny Lane
- 1967 - All You Need Is Love/Baby You're a Rich Man
- 1967 - Hello, Goodbye/I Am the Walrus
- 1968 - Lady Madonna/The Inner Light
- 1968 - Hey Jude/Revolution
- 1969 - Get Back/Don't Let Me Down
- 1969 - The Ballad of John and Yoko/Old Brown Shoe
- 1969 - Something/Come Together
- 1970 - Let It Be/You Know My Name (Look Up the Number)
- 1976 - Yesterday/I Should Have Known Better
- 1978 - Sgt. Pepper's Lonely Hearts Club Band
- 1982 - The Beatles' Movie Medley
- 1996 - Free as a Bird/Christmas Time Is Here Again
- 1996 - Real Love/Baby's in Black
- 2023 - Now and Then/Love Me Do

EP
- 1964 - Twist and Shout
- 1965 - A Hard Day's Night
- 1965 - All My Loving
- 1965 - Rock and Roll Music
- 1965 - Long Tall Sally
- 1965 - Help!
- 1965 - You're Going to Lose That Girl
- 1966 - Anna (Go to Him)
- 1966 - Michelle
- 1966 - Paperback Writer
- 1966 - Yellow Submarine
- 1967 - Bad Boy[23]

### Grecia
Singoli
- 1963 - She Loves You/I'll Get You
- 1964 - A Hard Day's Night/Things We Said Today
- 1965 - I Feel Fine/She's a Woman
- 1965 - Ticket to Ride/Yes It Is
- 1965 - Help!/I'm Down
- 1966 - We Can Work It Out/Day Tripper
- 1966 - Paperback Writer/Rain
- 1966 - Yellow Submarine/Eleanor Rigby
- 1967 - Strawberry Fields Forever/Penny Lane
- 1967 - Hello, Goodbye/I Am the Walrus
- 1968 - Lady Madonna/The Inner Light
- 1968 - Hey Jude/Revolution
- 1969 - Get Back/Don't Let Me Down
- 1969 - The Ballad of John and Yoko/Old Brown Shoe
- 1969 - Something/Come Together
- 1970 - Let It Be/You Know My Name (Look Up the Number)

### Guatemala
Singoli
- 1963 - She Loves You/I'll Get You
- 1975 - Ticket to Ride/Yes It Is
- 1965 - Help!/I'm Down
- 1975 - We Can Work It Out/Day Tripper
- 1976 - Yellow Submarine/Eleanor Rigby
- 1967 - Strawberry Fields Forever/Penny Lane
- 1967 - All You Need Is Love/Baby You're a Rich Man
- 1967 - Hello, Goodbye/I Am the Walrus
- 1968 - Hey Jude/Revolution
- 1969 - Get Back/Don't Let Me Down
- 1969 - Something/Come Together
- 1970 - Let It Be/You Know My Name (Look Up the Number)
- 1976 - Yesterday/I Should Have Known Better
- 1982 - The Beatles' Movie Medley

### Hong Kong
Album
- 1967 - Sgt. Pepper's Lonely Hearts Club Band (estratti dall'omonimo album e dalla versione americana Magical Mystery Tour)

### India
Singoli
- 1963 - Please Please Me/Ask Me Why
- 1963 - From Me to You/Thank You Girl
- 1963 - She Loves You/I'll Get You
- 1963 - I Want to Hold Your Hand/This Boy
- 1964 - Love Me Do/P.S. I Love You
- 1964 - Can't Buy Me Love/You Can't Do That
- 1964 - A Hard Day's Night/Things We Said Today
- 1964 - I Feel Fine/She's a Woman
- 1964 - And I Love Her/If I Fell
- 1965 - Ticket to Ride/Yes It Is
- 1965 - Help!/I'm Down
- 1965 - We Can Work It Out/Day Tripper
- 1966 - Paperback Writer/Rain
- 1966 - Yellow Submarine/Eleanor Rigby
- 1967 - Strawberry Fields Forever/Penny Lane
- 1967 - All You Need Is Love/Baby You're a Rich Man
- 1967 - Hello, Goodbye/I Am the Walrus
- 1968 - Lady Madonna/The Inner Light
- 1968 - Hey Jude/Revolution
- 1969 - Get Back/Don't Let Me Down
- 1969 - The Ballad of John and Yoko/Old Brown Shoe
- 1969 - Something/Come Together
- 1970 - Let It Be/You Know My Name (Look Up the Number)
- 1976 - Back in the U.S.S.R./Twist and Shout

### Irlanda
Singoli
- 1963 - Please Please Me/Ask Me Why
- 1963 - From Me to You/Thank You Girl
- 1963 - She Loves You/I'll Get You
- 1963 - I Want to Hold Your Hand/This Boy
- 1964 - Can't Buy Me Love/You Can't Do That
- 1964 - A Hard Day's Night/Things We Said Today
- 1964 - I Feel Fine/She's a Woman
- 1965 - Ticket to Ride/Yes It Is
- 1965 - We Can Work It Out/Day Tripper
- 1966 - Paperback Writer/Rain
- 1967 - All You Need Is Love/Baby You're a Rich Man
- 1967 - Hello, Goodbye/I Am the Walrus
- 1968 - Lady Madonna/The Inner Light
- 1968 - Hey Jude/Revolution
- 1969 - Get Back/Don't Let Me Down
- 1969 - The Ballad of John and Yoko/Old Brown Shoe
- 1969 - Something/Come Together
- 1970 - Let It Be/You Know My Name (Look Up the Number)
- 1976 - Yesterday/I Should Have Known Better
- 1978 - Sgt. Pepper's Lonely Hearts Club Band
- 1982 - The Beatles' Movie Medley

### Israele
Singoli
- 1964 - A Hard Day's Night/Things We Said Today
- 1965 - We Can Work It Out/Day Tripper
- 1967 - All You Need Is Love/Baby You're a Rich Man
- 1968 - Lady Madonna/The Inner Light
- 1968 - Hey Jude/Revolution
- 1969 - Get Back/Don't Let Me Down
- 1969 - The Ballad of John and Yoko/Old Brown Shoe
- 1969 - Something/Come Together
- 1976 - Ob-La-Di, Ob-La-Da/While My Guitar Gently Weeps

### Italia
In Italia le emissioni discografiche dei Beatles furono curate dalla Parlophon e distribuite dalla Carisch, e differiscono da quelle inglesi sia per i titoli degli album che per gli abbinamenti delle canzoni dei 45 giri, oltre che per le copertine; The Beatles in Italy è invece un album pubblicato solo in Italia in occasione del tour del complesso, e per questo motivo molto ricercato dai collezionisti internazionali.
Dopo il successo dei primi 45 giri, la Bluebell, distributrice in Italia dell'etichetta statunitense Vee Jay Records, pubblicò due 45 giri di cui la casa americana aveva ottenuto la licenza per gli Stati Uniti, ma la diffusione di essi fu ostacolata dalla Parlophon, che deteneva i diritti per l'Italia, e dalla Carisch che la distribuiva.
Con il passaggio alla Apple, le differenze tra le emissioni in parte si ridurranno, anche se l'etichetta continuerà, in Italia, la numerazione di catalogo della Parlophon; inoltre il catalogo della Parlophon passò, con la fusione delle varie case discografiche originali nella EMI Italiana, a quest'ultima etichetta, che ha ripubblicato quindi i dischi dei Beatles uniformandosi alle uscite inglesi.
Alla fine del 1963, con la pubblicazione dei primi 45 giri Italia, le prime recensioni curiosamente paragonarono i Beatles a degli imitatori di Peppino Di Capri e i suoi Rockers (ad esempio quella sul Radiocorriere TV), non cogliendo quindi l'elemento di novità del gruppo.

#### Album in studio
I primi quattro album, pubblicati in mono su etichetta rossa, vennero in seguito ristampati in versione stereo con l'etichetta nera e la sigla del numero di catalogo preceduta da una S.
- 1963 - The Beatles (Parlophon, PMCQ 31502)
- 1963 - I favolosi Beatles (Parlophon, PMCQ 31503)
- 1964 - Tutti per uno (Parlophon, PMCQ 31504)
- 1964 - Beatles for Sale (Parlophon, PMCQ 31505)
- 1965 - The Beatles in Italy (Parlophon, PMCQ 31506)
- 1965 - Aiuto! (Parlophon, PMCQ 31507 (versione mono con etichetta rossa), SPMCQ 31507 (versione stereo con etichetta nera))
- 1965 - Rubber Soul (Parlophon, PMCQ 31509 versione mono; SPMCQ 31509 versione stereo)
- 1966 - Revolver (Parlophon, PMCQ 31510 versione mono; SPMCQ 31510 versione stereo)
- 1967 - Sgt. Pepper's Lonely Hearts Club Band (Parlophon, PMCQ 31512 versione mono; SPMCQ 31512 versione stereo)

#### Singoli
- 1963 - Please Please Me/Ask Me Why (Parlophon, QMSP 16346)
- 1963 - She Loves You/I'll Get You (Parlophon, QMSP 16347)
- 1964 - P.S. I Love You/I Want to Hold Your Hand (Parlophon, QMSP 16351)
- 1964 - Twist and Shout/Misery (Parlophon, QMSP 16352)
- 1964 - From Me to You/Devil in Her Heart (Parlophon, QMSP 16355)
- 1964 - Can't Buy Me Love/You Can't Do That (Parlophon, QMSP 16361)
- 1964 - A Hard Day's Night/Things We Said Today (Parlophon, QMSP 16363)
- 1964 - Please Please Me/From Me to You (Vee Jay Records, VJ 581)
- 1964 - Thank You Girl/All My Loving (Parlophon, QMSP 16364)
- 1964 - And I Love Her/If I Fell (Parlophon, QMSP 16365)
- 1964 - I Should Have Known Better/Tell Me Why (Parlophon, QMSP 16367)
- 1964 - No Reply/Baby's in Black (Parlophon, QMSP 16370)
- 1964 - Rock and Roll Music/I'll Follow the Sun (Parlophon, QMSP 16371)
- 1964 - I Feel Fine/Kansas City (Parlophon, QMSP 16372)
- 1965 - Eight Days a Week/I'm a Loser (Parlophon, QMSP 16377)
- 1965 - Ticket to Ride/Yes It Is (Parlophon, QMSP 16378)
- 1965 - Long Tall Sally/She's a Woman (Parlophon, QMSP 16381)
- 1965 - Help!/I'm Down (Parlophon, QMSP 16383)
- 1965 - Yesterday/The Night Before (Parlophon, QMSP 16384)
- 1965 - I Need You/Dizzy Miss Lizzy (Parlophon, QMSP 16385)
- 1965 - We Can Work It Out/Day Tripper (Parlophon, QMSP 16388)
- 1965 - Michelle/Run for Your Life (Parlophon, QMSP 16389)
- 1966 - Paperback Writer/Rain (Parlophon, QMSP 16394)
- 1966 - Yellow Submarine/Eleanor Rigby (Parlophon, QMSP 16397)
- 1966 - Girl/Nowhere Man (Parlophon, QMSP 16398)
- 1967 - Strawberry Fields Forever/Penny Lane (Parlophon, QMSP 16404)
- 1967 - All You Need Is Love/Baby You're a Rich Man (Parlophon, QMSP 16408)
- 1967 - Hello, Goodbye/I Am the Walrus (Parlophon, QMSP 16415)
- 1968 - Lady Madonna/The Inner Light (Parlophon, QMSP 16423)
- 1968 - Hey Jude/Revolution (Parlophon, QMSP 16433)
- 1968 - Ob-La-Di, Ob-La-Da/Back in the U.S.S.R. (Apple, QMSP 16447)
- 1969 - Get Back/Don't Let Me Down (Apple, QMSP 16454)
- 1969 - The Ballad of John and Yoko/Old Brown Shoe (Apple, QMSP 16456)
- 1969 - Something/Come Together (Apple, QMSP 16461)
- 1970 - Let It Be/You Know My Name (Look Up the Number) (Apple, QMSP 16467)
- 1970 - The Long and Winding Road/For You Blue (Apple, 3C006-04514)
- 1972 - All Together Now/Hey Bulldog (Apple, 3C006-04982)
- 1978 - Sgt. Pepper's Lonely Hearts Club Band
- 1982 - The Beatles' Movie Medley
- 1995 - Free as a Bird/Christmas Time Is Here Again
- 1996 - Real Love/Baby's in Black
- 2023 - Now and Then/Love Me Do - 2023

#### Raccolte
- 1965 - The Beatles in Italy - uscito solo in Italia
- 1966 - A Collection of Beatles' Oldies (But Goldies) (Parlophon, PMCQ 31511 versione mono; SPMCQ 31511 versione stereo; antologia)

### Jugoslavia
Album
In Jugoslavia furono pubblicati tutti gli LP a partire da questo, comprendendo anche Hey Jude. Tutti vennero pubblicati sotto l'etichetta Parlophone/Jugoton.
- 1967 - The Beatles' Hits (versione reintitolata di A Collection of Beatles Oldies (But Goldies!))

Singoli
- 1966 - Paperback Writer/Rain
- 1967 - Strawberry Fields Forever/Penny Lane
- 1967 - All You Need Is Love/Baby You're a Rich Man
- 1968 - Lady Madonna/The Inner Light
- 1968 - Hey Jude/Revolution
- 1969 - Get Back/Don't Let Me Down
- 1969 - The Ballad of John and Yoko/Old Brown Shoe
- 1969 - Something/Come Together
- 1970 - Let It Be/You Know My Name (Look Up the Number)
- 1976 - Yesterday/I Should Have Known Better
- 1978 - Sgt. Pepper's Lonely Hearts Club Band

### Kenia
Singoli
- 1967 - Hello, Goodbye/I Am the Walrus
- 1968 - Lady Madonna/The Inner Light
- 1968 - Hey Jude/Revolution
- 1969 - Get Back/Don't Let Me Down
- 1969 - The Ballad of John and Yoko/Old Brown Shoe
- 1969 - Something/Come Together
- 1970 - Let It Be/You Know My Name (Look Up the Number)

### Libano
Singoli
- 1967 - Strawberry Fields Forever/Penny Lane
- 1967 - All You Need Is Love/Baby You're a Rich Man
- 1967 - Hello, Goodbye/I Am the Walrus
- 1968 - Lady Madonna/The Inner Light
- 1968 - Hey Jude/Revolution
- 1969 - Get Back/Don't Let Me Down
- 1969 - The Ballad of John and Yoko/Old Brown Shoe
- 1969 - Something/Come Together
- 1970 - Let It Be/You Know My Name (Look Up the Number)

### Malesia
Album
- 1967 - Sgt. Pepper's Lonely Hearts Club Band (estratti dall'omonimo album e dalla versione americana di Magical Mystery Tour)

### Messico
Album
- 1964 - Conozca A The Beatles (canzoni prese da singoli e dai loro primi due album)
- 1964 - The Beatles 2 (canzoni prese da singoli e dai loro primi due album)
- 1964 - The Beatles 3 (canzoni prese da singoli e dai loro primi due album)
- 1964 - The Beatles Vol. 4 (A Hard Day's Night integrale assieme a Long Tall Sally)

Singoli
- 1964 - Can't Buy Me Love/You Can't Do That
- 1964 - A Hard Day's Night/Things We Said Today
- 1964 - I Feel Fine/She's a Woman
- 1965 - We Can Work It Out/Day Tripper
- 1966 - Paperback Writer/Rain
- 1966 - Yellow Submarine/Eleanor Rigby
- 1967 - Strawberry Fields Forever/Penny Lane
- 1967 - All You Need Is Love/Baby You're a Rich Man
- 1967 - Hello, Goodbye/I Am the Walrus
- 1968 - Lady Madonna/The Inner Light
- 1968 - Hey Jude/Revolution
- 1969 - Get Back/Don't Let Me Down
- 1969 - The Ballad of John and Yoko/Old Brown Shoe
- 1969 - Something/Come Together
- 1970 - Let It Be/You Know My Name (Look Up the Number)
- 1982 - The Beatles' Movie Medley

### Mozambico
Singoli
- 1969 - Get Back/Don't Let Me Down
- 1969 - Something/Come Together
- 1970 - Let It Be/You Know My Name (Look Up the Number)

### Nicuaraga
Singoli
- 1966 - Paperback Writer/Rain
- 1966 - Yellow Submarine/Eleanor Rigby
- 1967 - Strawberry Fields Forever/Penny Lane
- 1967 - Hello, Goodbye/I Am the Walrus
- 1968 - Lady Madonna/The Inner Light
- 1968 - Hey Jude/Revolution
- 1969 - Get Back/Don't Let Me Down
- 1969 - The Ballad of John and Yoko/Old Brown Shoe
- 1969 - Something/Come Together
- 1970 - Let It Be/You Know My Name (Look Up the Number)

### Nigeria
Singoli
- 1963 - Love Me Do/P.S. I Love You
- 1963 - Please Please Me/Ask Me Why
- 1963 - From Me to You/Thank You Girl
- 1963 - She Loves You/I'll Get You
- 1963 - I Want to Hold Your Hand/This Boy
- 1964 - Can't Buy Me Love/You Can't Do That
- 1964 - A Hard Day's Night/Things We Said Today
- 1964 - I Feel Fine/She's a Woman
- 1965 - Ticket to Ride/Yes It Is
- 1965 - Help!/I'm Down
- 1965 - We Can Work It Out/Day Tripper
- 1966 - Paperback Writer/Rain
- 1966 - Yellow Submarine/Eleanor Rigby
- 1967 - Strawberry Fields Forever/Penny Lane
- 1967 - All You Need Is Love/Baby You're a Rich Man
- 1967 - Hello, Goodbye/I Am the Walrus
- 1968 - Lady Madonna/The Inner Light
- 1968 - Hey Jude/Revolution
- 1969 - Get Back/Don't Let Me Down
- 1969 - The Ballad of John and Yoko/Old Brown Shoe
- 1970 - Let It Be/You Know My Name (Look Up the Number)

### Norvegia
Singoli
- 1963 - Please Please Me/Ask Me Why
- 1963 - From Me to You/Thank You Girl
- 1963 - She Loves You/I'll Get You
- 1963 - I Want to Hold Your Hand/This Boy
- 1964 - Love Me Do/P.S. I Love You
- 1964 - Can't Buy Me Love/You Can't Do That
- 1964 - A Hard Day's Night/Things We Said Today
- 1964 - I Feel Fine/She's a Woman
- 1964 - Roll Over Beethoven/Please Mister Postman
- 1965 - Ticket to Ride/Yes It Is
- 1965 - Help!/I'm Down
- 1965 - We Can Work It Out/Day Tripper
- 1966 - Paperback Writer/Rain
- 1966 - Yellow Submarine/Eleanor Rigby
- 1967 - Strawberry Fields Forever/Penny Lane
- 1967 - All You Need Is Love/Baby You're a Rich Man
- 1967 - Hello, Goodbye/I Am the Walrus
- 1968 - Lady Madonna/The Inner Light
- 1968 - Hey Jude/Revolution
- 1969 - Get Back/Don't Let Me Down
- 1969 - The Ballad of John and Yoko/Old Brown Shoe
- 1969 - Something/Come Together
- 1970 - Let It Be/You Know My Name (Look Up the Number)

### Nuova Zelanda
Singoli
- 1963 - Please Please Me/Ask Me Why
- 1963 - From Me to You/Thank You Girl
- 1963 - She Loves You/I'll Get You
- 1963 - I Want to Hold Your Hand/This Boy
- 1964 - Can't Buy Me Love/You Can't Do That
- 1982 - Love Me Do/P.S. I Love You
- 1964 - A Hard Day's Night/Things We Said Today
- 1964 - I Feel Fine/She's a Woman
- 1965 - Ticket to Ride/Yes It Is
- 1965 - Help!/I'm Down
- 1965 - We Can Work It Out/Day Tripper
- 1966 - Paperback Writer/Rain
- 1966 - Yellow Submarine/Eleanor Rigby
- 1967 - Strawberry Fields Forever/Penny Lane
- 1967 - All You Need Is Love/Baby You're a Rich Man
- 1967 - Hello, Goodbye/I Am the Walrus
- 1968 - Lady Madonna/The Inner Light
- 1968 - Hey Jude/Revolution
- 1969 - Get Back/Don't Let Me Down
- 1969 - The Ballad of John and Yoko/Old Brown Shoe
- 1969 - Something/Come Together
- 1970 - Let It Be/You Know My Name (Look Up the Number)
- 1976 - Yesterday/I Should Have Known Better
- 1976 - Back in the U.S.S.R./Twist and Shout
- 1979 - Sgt. Pepper's Lonely Hearts Club Band
- 1982 - The Beatles' Movie Medley

### Paesi Bassi
Album
- 1965 - The Beatles's Greatest (raccolta che comprende canzoni da Please Please Me a Beatles for Sale)

Singoli
- 1963 - From Me to You/Thank You Girl
- 1963 - She Loves You/I'll Get You
- 1963 - I Want to Hold Your Hand/This Boy
- 1964 - Can't Buy Me Love/You Can't Do That
- 1964 - And I Love Her/If I Fell
- 1976 - Please Please Me/Ask Me Why
- 1964 - A Hard Day's Night/Things We Said Today
- 1964 - Eight Days a Week/Baby's in Black
- 1964 - I Feel Fine/She's a Woman
- 1965 - No Reply/Rock and Roll Music
- 1965 - Ticket to Ride/Yes It Is
- 1965 - Help!/I'm Down
- 1965 - We Can Work It Out/Day Tripper
- 1965 - Dizzy Miss Lizzy/Yesterday
- 1966 - Michelle/Girl
- 1966 - Paperback Writer/Rain
- 1966 - Yellow Submarine/Eleanor Rigby
- 1967 - Strawberry Fields Forever/Penny Lane
- 1967 - All You Need Is Love/Baby You're a Rich Man
- 1967 - Hello, Goodbye/I Am the Walrus
- 1968 - Lady Madonna/The Inner Light
- 1968 - Hey Jude/Revolution
- 1969 - Get Back/Don't Let Me Down
- 1969 - The Ballad of John and Yoko/Old Brown Shoe
- 1969 - Something/Come Together
- 1970 - Let It Be/You Know My Name (Look Up the Number)
- 1976 - Yesterday/I Should Have Known Better
- 1980 - Back in the U.S.S.R./Twist and Shout
- 1987 - Sgt. Pepper's Lonely Hearts Club Band
- 1982 - The Beatles' Movie Medley

EP
- 1967 - Bad Boy

### Pakistan
Singoli
- 1963 - I Want to Hold Your Hand/This Boy
- 1964 - Love Me Do/P.S. I Love You
- 1964 - She Loves You/I'll Get You
- 1964 - Can't Buy Me Love/You Can't Do That
- 1964 - A Hard Day's Night/Things We Said Today
- 1964 - I Feel Fine/She's a Woman
- 1965 - Help!/I'm Down
- 1966 - Paperback Writer/Rain
- 1966 - Yellow Submarine/Eleanor Rigby
- 1967 - Strawberry Fields Forever/Penny Lane
- 1967 - All You Need Is Love/Baby You're a Rich Man
- 1968 - Hey Jude/Revolution
- 1969 - The Ballad of John and Yoko/Old Brown Shoe
- 1970 - Let It Be/You Know My Name (Look Up the Number)

### Perù
Singoli
- 1963 - Love Me Do/P.S. I Love You
- 1963 - She Loves You/I'll Get You
- 1964 - From Me to You/Thank You Girl
- 1964 - I Want to Hold Your Hand/This Boy
- 1964 - Can't Buy Me Love/You Can't Do That
- 1965 - Help!/I'm Down
- 1966 - We Can Work It Out/Day Tripper
- 1966 - Paperback Writer/Rain
- 1966 - Yellow Submarine/Eleanor Rigby
- 1967 - Strawberry Fields Forever/Penny Lane
- 1967 - All You Need Is Love/Baby You're a Rich Man
- 1967 - Hello, Goodbye/I Am the Walrus
- 1968 - Lady Madonna/The Inner Light
- 1968 - Hey Jude/Revolution
- 1969 - Get Back/Don't Let Me Down
- 1969 - The Ballad of John and Yoko/Old Brown Shoe
- 1969 - Something/Come Together
- 1970 - Let It Be/You Know My Name (Look Up the Number)
- 1978 - Sgt. Pepper's Lonely Hearts Club Band
- 1982 - The Beatles' Movie Medley

Album
- 1982 - 20 Exitos De Oro (canzoni che vanno da She Loves You a Let It Be)

### Polonia
Singoli
- 1964 - Please Please Me/Ask Me Why
- 1965 - We Can Work It Out/Day Tripper
- 1966 - Yellow Submarine/Eleanor Rigby
- 1967 - Strawberry Fields Forever/Penny Lane
- 1967 - All You Need Is Love/Baby You're a Rich Man
- 1967 - Hello, Goodbye/I Am the Walrus
- 1968 - Hey Jude/Revolution
- 1969 - Get Back/Don't Let Me Down
- 1969 - The Ballad of John and Yoko/Old Brown Shoe

### Portogallo
Singoli
- 1965 - We Can Work It Out/Day Tripper
- 1967 - All You Need Is Love/Baby You're a Rich Man
- 1967 - Hello, Goodbye/I Am the Walrus
- 1968 - Lady Madonna/The Inner Light
- 1968 - Hey Jude/Revolution
- 1969 - Get Back/Don't Let Me Down
- 1969 - The Ballad of John and Yoko/Old Brown Shoe
- 1969 - Something/Come Together
- 1970 - Let It Be/You Know My Name (Look Up the Number)
- 1978 - Yesterday/I Should Have Known Better
- 1979 - Sgt. Pepper's Lonely Hearts Club Band
- 1982 - The Beatles' Movie Medley

### Rodhesia
Singoli
- 1963 - Please Please Me/Ask Me Why
- 1963 - From Me to You/Thank You Girl
- 1965 - Ticket to Ride/Yes It Is
- 1965 - Help!/I'm Down
- 1965 - We Can Work It Out/Day Tripper
- 1966 - Paperback Writer/Rain
- 1966 - Yellow Submarine/Eleanor Rigby
- 1967 - Strawberry Fields Forever/Penny Lane
- 1967 - Hello, Goodbye/I Am the Walrus
- 1968 - Lady Madonna/The Inner Light
- 1968 - Hey Jude/Revolution
- 1969 - Get Back/Don't Let Me Down
- 1969 - The Ballad of John and Yoko/Old Brown Shoe
- 1970 - Let It Be/You Know My Name (Look Up the Number)

### Singapore
Singoli
- 1967 - All You Need Is Love/Baby You're a Rich Man
- 1967 - Hello, Goodbye/I Am the Walrus
- 1968 - Lady Madonna/The Inner Light
- 1968 - Hey Jude/Revolution
- 1969 - Get Back/Don't Let Me Down
- 1969 - The Ballad of John and Yoko/Old Brown Shoe
- 1969 - Something/Come Together
- 1970 - Let It Be/You Know My Name (Look Up the Number)

### Spagna
Singoli
- 1963 - Please Please Me/Ask Me Why
- 1964 - I Feel Fine/She's a Woman
- 1965 - Ticket to Ride/Yes It Is
- 1966 - Paperback Writer/Rain
- 1967 - Strawberry Fields Forever/Penny Lane
- 1967 - All You Need Is Love/Baby You're a Rich Man
- 1967 - Hello, Goodbye/I Am the Walrus
- 1968 - Lady Madonna/The Inner Light
- 1968 - Hey Jude/Revolution
- 1969 - Get Back/Don't Let Me Down
- 1969 - The Ballad of John and Yoko/Old Brown Shoe
- 1969 - Something/Come Together
- 1970 - Let It Be/You Know My Name (Look Up the Number)
- 1976 - Yesterday/I Should Have Known Better
- 1982 - The Beatles' Movie Medley

Album
- 1970 - Beatles Again (versione spagnola dell'album Hey Jude)
- 1971 - Por Siempre (raccolta di singoli ed estratti da Magical Mystery Tour)

### Sud Africa
Singoli
- 1963 - Please Please Me/Ask Me Why
- 1963 - From Me to You/Thank You Girl
- 1963 - She Loves You/I'll Get You
- 1963 - I Want to Hold Your Hand/This Boy
- 1964 - Can't Buy Me Love/You Can't Do That
- 1964 - A Hard Day's Night/Things We Said Today
- 1964 - I Feel Fine/She's a Woman
- 1965 - Ticket to Ride/Yes It Is
- 1965 - Help!/I'm Down
- 1965 - We Can Work It Out/Day Tripper
- 1966 - Paperback Writer/Rain
- 1966 - Yellow Submarine/Eleanor Rigby
- 1967 - Strawberry Fields Forever/Penny Lane
- 1967 - All You Need Is Love/Baby You're a Rich Man
- 1967 - Hello, Goodbye/I Am the Walrus
- 1968 - Lady Madonna/The Inner Light
- 1968 - Hey Jude/Revolution
- 1969 - Get Back/Don't Let Me Down
- 1969 - The Ballad of John and Yoko/Old Brown Shoe
- 1969 - Something/Come Together
- 1970 - Let It Be/You Know My Name (Look Up the Number)
- 1976 - Yesterday/I Should Have Known Better
- 1982 - The Beatles' Movie Medley

### Svezia
Singoli
- 1963 - She Loves You/I'll Get You
- 1963 - I Want to Hold Your Hand/This Boy
- 1964 - Can't Buy Me Love/You Can't Do That
- 1964 - A Hard Day's Night/Things We Said Today
- 1964 - I Feel Fine/She's a Woman
- 1964 - Roll Over Beethoven/Please Mister Postman
- 1965 - Ticket to Ride/Yes It Is
- 1965 - Help!/I'm Down
- 1965 - We Can Work It Out/Day Tripper
- 1966 - Paperback Writer/Rain
- 1966 - Yellow Submarine/Eleanor Rigby
- 1967 - Strawberry Fields Forever/Penny Lane
- 1967 - All You Need Is Love/Baby You're a Rich Man
- 1967 - Hello, Goodbye/I Am the Walrus
- 1968 - Lady Madonna/The Inner Light
- 1968 - Hey Jude/Revolution
- 1969 - Get Back/Don't Let Me Down
- 1969 - The Ballad of John and Yoko/Old Brown Shoe
- 1969 - Something/Come Together
- 1970 - Let It Be/You Know My Name (Look Up the Number)

EP
- 1966 - Bad Boy

### Svizzera
Singoli
- 1965 - Help!/I'm Down
- 1965 - We Can Work It Out/Day Tripper
- 1966 - Paperback Writer/Rain
- 1966 - Yellow Submarine/Eleanor Rigby

### Thailandia
Singoli
- 1969 - Get Back/Don't Let Me Down
- 1970 - Let It Be/You Know My Name (Look Up the Number)

### Turchia
Singoli
- 1963 - From Me to You/Thank You Girl
- 1963 - She Loves You/I'll Get You
- 1964 - Please Please Me/Ask Me Why
- 1964 - I Want to Hold Your Hand/This Boy
- 1964 - A Hard Day's Night/Things We Said Today
- 1964 - I Feel Fine/She's a Woman
- 1965 - Ticket to Ride/Yes It Is
- 1965 - Help!/I'm Down
- 1965 - We Can Work It Out/Day Tripper
- 1966 - Paperback Writer/Rain
- 1966 - Yellow Submarine/Eleanor Rigby
- 1967 - Strawberry Fields Forever/Penny Lane
- 1967 - All You Need Is Love/Baby You're a Rich Man
- 1967 - Hello, Goodbye/I Am the Walrus
- 1968 - Lady Madonna/The Inner Light
- 1968 - Hey Jude/Revolution
- 1969 - Get Back/Don't Let Me Down
- 1969 - The Ballad of John and Yoko/Old Brown Shoe
- 1969 - Something/Come Together
- 1970 - Let It Be/You Know My Name (Look Up the Number)

### Uruguay
Album
- 1964 - Para Ti (raccolta)
- 1972 - Por Siempre Beatles (raccolta)

Singoli
- 1964 - She Loves You/I'll Get You
- 1965 - Ticket to Ride/Yes It Is
- 1965 - Help!/I'm Down
- 1966 - Paperback Writer/Rain
- 1966 - Yellow Submarine/Eleanor Rigby
- 1967 - Strawberry Fields Forever/Penny Lane
- 1967 - All You Need Is Love/Baby You're a Rich Man
- 1967 - Hello, Goodbye/I Am the Walrus
- 1968 - Lady Madonna/The Inner Light
- 1968 - Hey Jude/Revolution
- 1969 - Get Back/Don't Let Me Down
- 1969 - The Ballad of John and Yoko/Old Brown Shoe
- 1970 - Let It Be/You Know My Name (Look Up the Number)
- 1976 - Yesterday/I Should Have Known Better

### Venezuela
Album
- 1971 - Por Siempre (raccolta di singoli ed estratti da Magical Mystery Tour)
- 1982 - 20 Exitos De Oro (canzoni che vanno da She Loves You a Let It Be[26])

Singoli
- 1965 - We Can Work It Out/Day Tripper
- 1967 - Strawberry Fields Forever/Penny Lane
- 1967 - All You Need Is Love/Baby You're a Rich Man
- 1968 - Lady Madonna/The Inner Light
- 1968 - Hey Jude/Revolution
- 1969 - Get Back/Don't Let Me Down
- 1969 - The Ballad of John and Yoko/Old Brown Shoe
- 1969 - Something/Come Together
- 1970 - Let It Be/You Know My Name (Look Up the Number)

## Album tributo
- 1981 - Songs of the Beatles di Sarah Vaughan
- 1993 - Mina canta i Beatles di Mina. Nel 2022 Mina pubblica The Beatles Songbook, con i brani del'album del '93 e altre canzoni dei Beatles che la cantante ha inciso negli anni più 2 nuove incisioni.
- 2002 - Music from and Inspired by the Motion Picture Soundtrack: I Am Sam colonna sonora del film Mi chiamo Sam composta da cover dei Beatles
- 2012 - Let It Be Roberta: Roberta Flack Sings The Beatles di Roberta Flack